# Lutterhoofdwijk

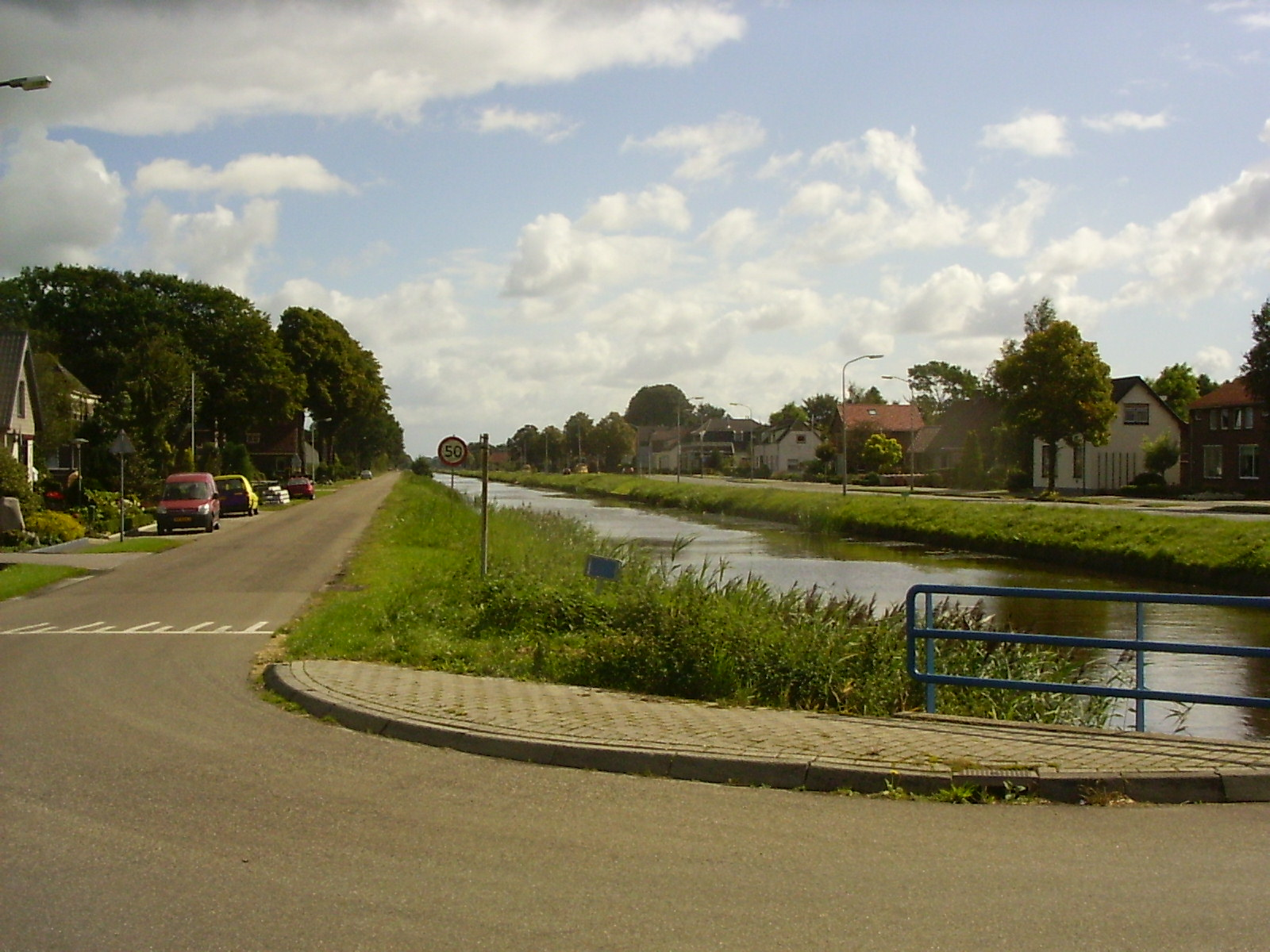
De Lutterhoofdwijk richting Coevorden ten oosten van De Krim

De Lutterhoofdwijk is een zijtak van de Dedemsvaart, die naar Coevorden loopt. Via de stadsgracht van Coevorden staat de Lutterhoofdwijk in verbinding met het Stieltjeskanaal, het Coevorden-Piccardiekanaal en het Coevorden-Vechtkanaal.
Langs de Lutterhoofdwijk liggen de dorpen Slagharen en De Krim. Op de zuidoever loopt tegenwoordig de N377.
Omstreeks 1855 is het eerste stuk van het kanaal gegraven tussen Lutten en de toenmalige grens van de gemeenten Ambt Hardenberg en Gramsbergen. In 1866 is het kanaal met een bocht verlengd tot Coevorden.
De Lutterhoofwijk was van veel belang voor de vervening van het gebied rond het kanaal. Veel wijken kwamen erop uit. Aanvankelijk werd veel turf vervoerd, later werden het meer en meer landbouwproducten zoals aardappelen en stro. De aardappelen gingen voor een groot deel naar de aardappelmeelfabrieken waarvan er één, met de naam Onder Ons bij De Krim langs het kanaal stond.
Tussen 1897 en 1947 liep van Slagharen tot aan Coevorden de stoomtramlijn van de Dedemsvaartsche Stoomtramweg-Maatschappij langs de zuidoever van het kanaal. In de tweede helft van de twintigste eeuw is het kanaal voor de scheepvaart gesloten en werden de draaibruggen vervangen door betonnen vaste bruggen. Het kanaal vervult nu alleen nog een functie in het waterbeheer.